# Sanne De Wilde
Pour les articles homonymes, voir De Wilde.
Sanne de Wilde est une photographe belge née en 1987 à Anvers.
Elle est reconnue pour son travail sur la génétique et son influence sur les communautés. Elle interroge à la fois sur l’impact de celle-ci sur la vision des personnes concernées et sur la perception qu’en ont les autres.
Elle réside à Amsterdam aux Pays-Bas où elle travaille pour le journal De Volkskrant et l’agence Noor.

## Biographie

### Jeunesse et études
Sanne de Wilde est née le 15 avril 1987 à Anvers en Belgique. 
Elle obtient une licence en photographie à l’Académie royale des beaux-arts de Gand (KASK) en 2010, puis un master en juin 2012, avec les félicitations du jury,.

### Carrière photographique
Sanne De Wilde travaille sur la génétique. Elle explore le rôle que joue celle-ci dans la vie des gens et la façon dont elle façonne et affecte les communautés.
Depuis 2013, elle travaille avec le quotidien et magazine néerlandais De Volkskrant, à Amsterdam et a rejoint Noor en 2017. Elle est représentée par la galerie East Wing à Doha au Qatar. 
Ses photos ont été publiées dans de nombreux journaux et magazines dont The Guardian, The New Yorker, Le Monde, CNN ou Vogue et exposées dans plusieurs festivals majeurs comme Voies Off, Le festival du film de Tribeca, Circulations et le Lagos Photo

#### Le Royaume des petites personnes
Sanne De Wilde se fait remarquer dès sa sortie des beaux-arts par sa série The Dwarf Empire, réalisée dans un parc à thème chinois sur le nanisme, le Royaume des petites personnes. Durant son séjour à Kunming, elle ne cesse de se questionner sur l’éthique d’un tel « zoo humain » où l’on commercialise l’aide sociale. Son reportage est récompensé par le Photo Academy Award (Prix photo de l'Académie) 2012 ainsi que par l’International Photography Award Emergentes DST (Prix international de la photographie Emergentes DST) en 2013.

#### Albinisme
Avec Snow White (Blanche neige), elle réalise une série de portraits d’albinos où elle tente de transcender la blancheur de la peau, sensible à la lumière, comme le papier photo. Elle reçoit pour ce travail le 16e Prix national photographie ouverte du musée de la photo de Charleroi et le NuWork Award for Photographic Excellence (Prix NuWork d'excellence photographique).
En 2013, elle part sur l’île de Samoa en Océanie pour capturer le quotidien des albinos. Engagée dans son projet, elle consacre une grande partie de son temps à l’éducation, faisant le tour des écoles pour expliquer effets de l’albinisme sur la peau et la vue. Sa série Samoa Kekea lui vaut le prix Nikon de la photo de presse.

#### Achromatopsie
The Island of the Colorblind (L'île des daltoniens) raconte l'histoire de Pingelap et Pohnpei, deux îles d’Océanie présentant un pourcentage extraordinairement élevé d'achromatopsie. Cette maladie génétique entraînant une mauvaise vision, une photophobie intense, et une incapacité totale à distinguer les couleurs, Sanne De Wilde a choisi photographier les personnes atteintes en masquant ou renforçant leurs yeux. Dans d’autres photos de la série, elle interroge par différents effets, sur leur manière d’inventer les couleurs,. Elle publie en 2017 The Island of the Colorblind chez Kehrer Verlag.

#### La mythologie des jumeaux au Nigeria
Mené en collaboration avec Bénédicte Kurzen, également à l’agence Noor, Land of Ibeji explore la mythologie autour de la gémellité au Nigeria, qui représente l’harmonie ultime entre deux personnes. Des effets de couleurs sont utilisés pour amplifier la dualité et la magie des photos : le violet pour le spirituel et le céleste ; le rouge pour le terrestre. 
Les deux photographes reçoivent le premier prix du concours World Press Photo 2019, dans la série portrait (reportage).

## Publications
- The Island of the Colorblind, Kehrer Verlag, anglais, 1er juillet 2017, 160 pages,  (ISBN 978-3868288261)

## Expositions majeures
- 2012 : The island of the colorblind, Lagosphoto festival
- 2017 : The island of the colorblind, festival Circulation (s), festival européen des jeunes photographes[13]

## Distinctions
- 2012 : Photo Academy Award (Prix photo de l'Académie) pour The Dwarf Empire
- 2013 : International Photography Award Emergentes DST (Prix international de la photographie Emergentes DST) pour The Dwarf Empire
- 2013 : Prix Nikon de la photographie de presse belge pour Samoa Kekea[7]
- 2014 : Nikon Press Award (Prix de la presse Nikon), jeune photographe la plus prometteuse[14]
- 2014 : sélectionnée parmi les meilleurs talents émergents du monde par le British Journal of Photography
- 2016 : Firecracker Grant (bourse Firecracker)
- 2016 : Nikon Press Award (Prix de la presse Nikon), jeune photographe la plus prometteuse[14]
- 2017 : 16e Prix national photographie ouverte pour Snow White
- 2019 : Prix World Press, catégorie portraits (reportage), avec Bénédicte Kurzen, pour Land of Ibeji